# Szajma Atif Barakat Muhammad
Szajma Atif Barakat Muhammad (arab. شيماء عاطف بركات محمد; ur. 6 marca 2004) – egipska zapaśniczka walcząca w stylu wolnym. Brązowa medalistka igrzysk afrykańskich w 2023, mistrzostw Afryki w 2022, a także igrzysk śródziemnomorskich w 2022. Pierwsza na mistrzostwach Afryki juniorów w 2022 i kadetów w 2020 roku.